# زیردریایی یو-۲۳۷
زیردریایی یو-۲۳۷ (به انگلیسی: German submarine U-237) یک زیردریایی بود که طول آن ۶۷٫۱ متر (۲۲۰ فوت ۲ اینچ) بود. این زیردریایی در سال ۱۹۴۳ ساخته شد.